# Kaitajärvi (sjö i Finland, Södra Savolax)
Kaitajärvi är en sjö i Finland. Den ligger i kommunen S:t Michel i landskapet Södra Savolax, i den södra delen av landet, 190 km nordost om huvudstaden Helsingfors. Kaitajärvi ligger 80,8 meter över havet. I omgivningarna runt Kaitajärvi växer i huvudsak barrskog. Arean är 95,4 hektar och strandlinjen är 11,07 kilometer lång. Sjön  ingår i Vuoksens huvudavrinningsområde. 